# Pluteus leoninus
Espèce
Pluteus leoninus, de ses noms vernaculaires en français le plutée couleur de lion ou plutée jaune de lion est un champignon agaricomycète de la famille des Pluteaceae, du genre Pluteus.